# 풍선 메코
벌룬개그는 재갈이나 족쇄의 일종으로 넓은 족쇄 부분의 중앙 안쪽에 팽창식 고무공을 달아 놓은 것을 말한다.임플레이트 개그나 펌프 개그라고도 불린다.

## 구조
신축성 있는 고무공과 고무공을 부풀리기 위한 펌프가 튜브로 연결돼 있다.펌프는 수은식 혈압계의 펌프와 거의 같은 압착식의 것이 많아 나사를 조여 고무구의 부풀어 오르는 것을 고정할 수 있다.

## 효과
풍선개그는 입안을 압박함으로써 호흡과 발성을 빼앗을 수 있다. 다만 풍선 내 공기에 따라 흐린 신음소리가 커질 수 있다. 부풀림으로써 압박감과 호흡곤란으로 상대방에게 두려움을 준다. 또, 사용하면 볼이 부풀어 오르는 기묘한 얼굴이 된다. 코후크나 앵글와이더처럼 안면변형을 선호하는 사디스트가 선호하는 도구로 인지되고 있다. 다만 고무공을 너무 크게 부풀리면 입이 벌어져 풍선이 튀어나오기 때문에 개그로서는 실용적이지 않다. 압박계 플레이에는 풍선이 달린 페이스 클러치나 전두 마스크가 효과적이라고 할 수 있다.

## 같이 보기
- 볼 개그 (ボールギャグ)
- 비트 개그 (ビットギャグ)
- 링 개그 (リングギャグ)
- 페이스 클러치 (フェイスクラッチ)
- 코걸이 (鼻フック)
- 압박계 플레이 (圧迫系プレイ)